# Phiale simplicicava
Phiale simplicicava là một loài nhện trong họ Salticidae.
Loài này thuộc chi Phiale. Phiale simplicicava được Frederick Octavius Pickard-Cambridge miêu tả năm 1901.